# Superpermutace

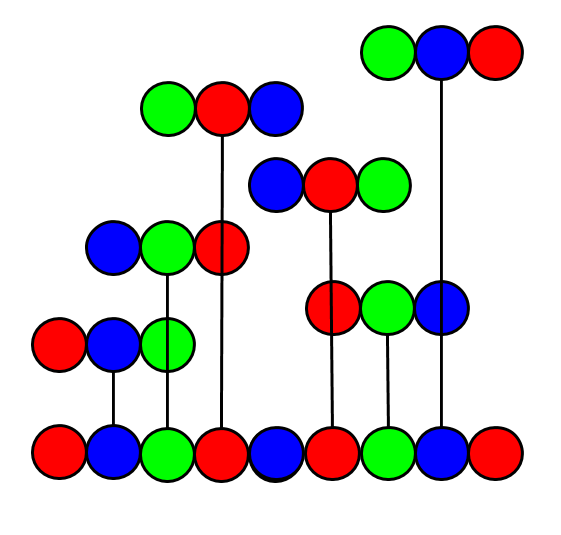
Distribuce permutací v superpermutaci tří prvků

Superpermutace jsou pojmem kombinatoriky, kde superpermutace {\displaystyle n} symbolů je řetězcem obsahujícím každou permutaci těchto {\displaystyle n} symbolů ve formě podřetězce. Triviálně může být superpermutace složena prostým spojením všech řetězců jednotlivých permutací. Krom triviálního případu {\displaystyle n=1} lze najít řetězec kratší, poněvadž se tyto podřetězce mohou překrývat. Příkladně – pro {\displaystyle n=2} existuje superpermutace {\displaystyle 1221}, která obsahuje obě permutace, tj. {\displaystyle 12} a {\displaystyle 21}. Existuje ovšem i kratší řetězec {\displaystyle 121}, jenž  je obsahuje také.
Bylo dokázáno, že nejkratší superpermutace {\displaystyle n} symbolů pro {\displaystyle 1\leq n\leq 5} má délku {\displaystyle 1!+2!+\dots +n!}  Pro 1–4 znaky mají superpermutace délky 1, 3, 9 a 33. Samotné superpermutace poté mají podobu {\displaystyle 1}, {\displaystyle 121}, {\displaystyle 123121321} a {\displaystyle 12341231}{\displaystyle 42312431}{\displaystyle 21342132}{\displaystyle 413214321}. Pro {\displaystyle n=5} existuje několik známých superpermutací o délce 153 znaků, jedna taková je ukázána níže. Odlišná superpermutace by šla vytvořit prohozením všech čtyřek a pětek v druhé polovině (po tučně označeném písmenu 2):
{\displaystyle 12345123}{\displaystyle 41523412}{\displaystyle 53412354}{\displaystyle 12314523}{\displaystyle 14253142}{\displaystyle 35142315}{\displaystyle 42312453}{\displaystyle 12435124}{\displaystyle 31524312}{\displaystyle 5431\mathbf {2} 134}{\displaystyle 52134251}{\displaystyle 34215342}{\displaystyle 13542132}{\displaystyle 45132415}{\displaystyle 32413524}{\displaystyle 13254132}{\displaystyle 14532143}{\displaystyle 52143251}{\displaystyle 432154321}.
Pro {\displaystyle n>5} zatím nebyl nalezen jednoznačný vztah, pomocí kterého by šlo superpermutaci přímo hledat, jsme ovšem schopni spočíst spodní a horní mez intervalu, ve kterém se délka superpermutace nachází.

## Hledání superpermutací

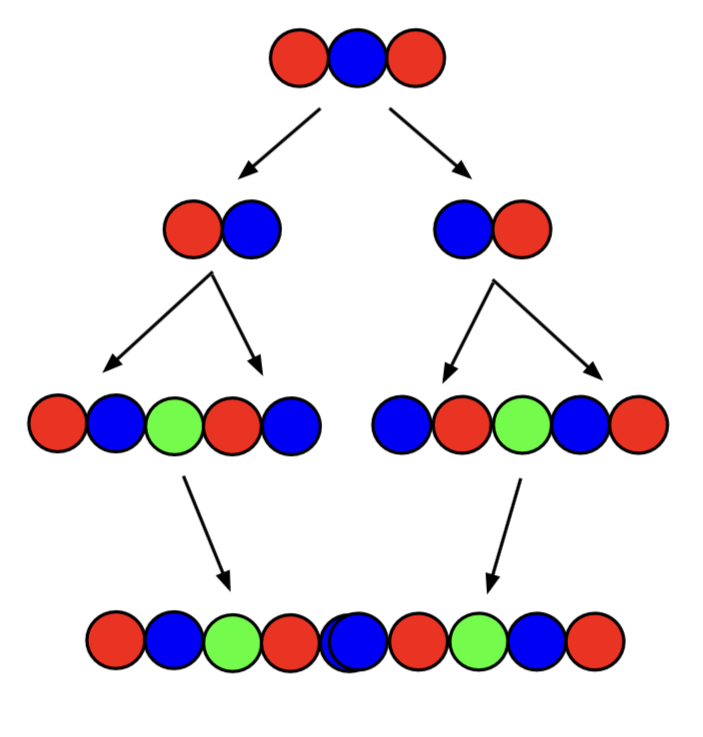
Diagram vytváření superpermutace 3 symbolů ze superpermutace 2 symbolů

Jeden z nejběžnějších algoritmů hledání superpermutace řádu {\displaystyle n} je algoritmus rekurzivní. V prvním kroku rozdělíme superpermutaci {\displaystyle n-1} prvků do svých permutací seřazených podle toho, v jakém pořadí se vyskytují v superpermutaci. Každá z těchto permutací je následně umístěna vedle kopie sebe samé, přičemž mezi obě kopie je přidán symbol {\displaystyle n}. Nakonec jsou všechny vzniklé struktury umístěny vedle sebe a všechny sousední identické symboly jsou sloučeny.
Například superpermutace třetího řádu může být vytvořena z jiné se dvěma symboly. Začneme se superpermutací {\displaystyle 121} a rozdělíme ji na permutace {\displaystyle 12} a {\displaystyle 21}. Vytvoříme kopie a přidáme další symbol, čímž vzniknou řetězce {\displaystyle 12312} a {\displaystyle 21321}. Ty spojíme, čímž následně vznikne {\displaystyle 1231221321}. Redundantní opakované dvojky uprostřed se můžeme zbavit, čímž vznikne kratší řetězec {\displaystyle 123121321}, jenž je optimální superpermutací řádu 3. Tímto algoritmem jsme schopni vytvořit optimální superpermutace pro každé {\displaystyle n\leq 5}, pro vyšší {\displaystyle n} algoritmus není platný a jím vytvořené superpermutace mají od těch optimálních daleko.
Superpermutace můžeme hledat i přes vytvoření grafu, kde každá permutace je vrcholem spojeným hranou. Každá hrana má váhu, váha je zde určována dle počtu znaků, které můžeme přidat na konec permutace (vypustit stejný počet znaků z počátku), abychom získali další permutaci. Ku příkladu, hrana mezi permutacemi {\displaystyle 123} a {\displaystyle 312} má váhu 2, protože {\displaystyle 123+12=12312=312}. Každá hamiltonovská kružnice vedená tímto grafem je superpermutací, problém hledání cesty s nejmenší vahou zde nabývá formy problému obchodního cestujícího. První nalezená superpermutace s délkou kratší než {\displaystyle 1!+2!+\ldots +n!} byla získána právě přes počítačové vyhledávání informatikem Robinem Houstonem.

### Dolní meze, téže problém Haruhi
Dne 27. září 2011 neznámý přispěvatel na nástěnku „Science & Math“ (Věda a matematika) Imageboard fóra 4chan zveřejnil důkaz o délce nejkratší superpermutace {\displaystyle n} symbolů pro {\displaystyle n\geq 2}. Ta má délku alespoň {\displaystyle n!+(n-1)!+(n-2)!+n-3}. Občas je nazýván dle japonského animovaného seriálu Haruhi, který používá techniku nelineárního vypravování – uživatelé tohoto fóra si položili otázku, kolik nejméně episod by museli zhlédnout, aby viděli všech 14 episod v každém možném pořadí. Do hledáčku veřejnosti se důkaz dostal v roce 2018 poté, co Robin Houston o důkazu napsal příspěvek na síť Twitter. Dne 25. října 2018 Robin Houston, Jay Pantone a Vince Vatter publikovali formalizovanou verzi důkazu na Online encyklopedii celočíselných sekvencí. 
Zveřejněná forma tohoto článku, připisována „Anonymnímu přispěvateli fóra 4chan“ se objevila v American Mathematical Monthly.
Specificky pro „problém Haruhi“ (14 episod, tj. 14 symbolů) jsou aktuálně nejlepší známé spodní, respektive horní meze 93 884 313 611, resp. 93 924 230 411. Při průměrné délce episody to znamená, že zhlédnout všechny episody ve všech možných pořadích by trvalo zhruba 4,3 milionu let.

### Horní meze
Dne 20. října 2018 sestrojil autor science fiction a matematik Greg Egan algoritmus pro hledání superpermutačních řetězců délky {\displaystyle n!+(n-1)!+(n-2)!+(n-3)!+n-3}. přizpůsobením konstrukce Aarona Williamse pro vytváření hamiltonovských kružnic skrze Cayleyův graf symetrické grupy. V té době šlo o nejkratší známé superpermutační řetězce pro {\displaystyle n\geq 7}. Dne 1. února 2019 Bogdan Coanda oznámil, že pro {\displaystyle n=7} našel superpermutační řetězec délky 5907, což je ekvivalentní s {\displaystyle (n!+(n-1)!+(n-2)!+(n-3)!+n-3)-1}, šlo tedy o nový rekord. Dne 27. února 2019, využívaje myšlenky vyvinuté Robinem Houstonem, Egan pro {\displaystyle n=7} nalezl superpermutační řetězec o délce 5906. Zda existují podobné kratší superpermutační řetězce pro hodnoty {\displaystyle n>7}, zůstává nevyřešenou otázkou. Aktuální nejlepší známou dolní mezí (vizte výše uvedenou sekci) pro {\displaystyle n=7} je stále 5884.